# Canephora trautmanni
Canephora trautmanni är en fjärilsart som beskrevs av Hans Rebel 1910. Canephora trautmanni ingår i släktet Canephora och familjen säckspinnare. Inga underarter finns listade i Catalogue of Life.